# Роскопенський Микола Олексійович
Роскопенський Микола Олексійович (1924-1991) учасник Радянсько-німецької війни.

## Біографія
У місці впадання струмка Чічір в річку Шполку знаходиться село Княжа в якому 24 вересня 1924 року в родині селянина   поляка за походженням Олекса Роскопінского і  Анни Вернигори з шляхетного козацького роду народився син який при хрещенні отримав ім'я Якім крім нього в сім'ї було ще Катерина старша, Яків, Килина, Меланка.  Під час колективізації в 1928 році його сім'ю разкуркулили, батько влаштувався працювати теслею в колгоспі.У 1934 виїхав до Казахстану сім'я оселилася недалеко від станції Курорт Боровий. До початку війни в 1940 році встиг закінчити 6 класів.
- 15 вересні 1942 був мобілізований комісією Щучинського району Кокчетавської області.[2]
- 09.1942.-02.1943. 37 Запасний стрілецький полк курсант.177 запасний стрілецький полк, стрілець відділення каракалпацького о.н., командир відділення; 53 стрілецький полк навідник; 319 стрілецький полк командир відділення; 96 запасний артилерійський полк телефоніст; 131 стрілецький полк політком командир взводу.[3][4]

Під час війни коли він був на передовій стався такий випадок. На одній з дільниць фронту порвався кабель зв'язку, і необхідно було відновити зв'язок, - в землянці командир і два солдат і поранений Микола.

- Потрібно відновити зв'язок, сказав командир.

- Пошліть мене я везучий! сказав Микола. Куди я тебе пошлю ти спливає кров'ю, взяв послав одного солдата його вбили і він не відновив зв'язок.

- Пошліть мене я везучий! повторив Микола і знову пролунала відмова пішов і другий і загинув.
Тоді командир відгукнувся на прохання Миколи і відправив його на передову виправляти неполадку. Не минуло й півгодини, як зв'язок був відновлений і  він повернувся неушкодженим.
При виконання бойового завдання з відновлення зв'язку 15 жовтня 1944 отримав важке поранення. 27 лютого 1945 року здійснив подвиг за який був нагороджений Медаллю "За відвагу". Під час бою перебуваючи на прямому наведенні, замінив вибулого з ладу командира гармати. Його гармата знищила станковий кулемет з обслугою і розсіяла взвод піхоти противника.  Війну закінчив у Прибалтиці в званні сержанта.
Після війни він повернувся в Казахстан де жила його сім'я де і одружився. У 1948 році разом з сім'єю повернувся в Княжу, в 1949 приїхав в, Ватутіне де вдруге одружився в місті працював охоронцем ув'язнених. У 1950-х роках відправився на заробітки до Санкт Петербургу де його посадили за хуліганство і випустили по амністії 1954 році.
Після приїзду в Донбас перший час знімав кімнату з сім'єю на Чернігівці. У 1954 році приїхав в селище Водянське де влаштувався на шахту прохідником, ним пропрацював до 1974 року. Після відходу на пенсію їздив на заробітки в Липецьку область і в Абхазію. Після цього влаштувався працювати в ЖЕК де пропрацював до смерті. Про його діяльності в останні роки життя і про нього як людину написав вірша відомий Водянський поет Баранець П. Т. «Для вас і про Вас»
Помер 16 січня 1991 похований в смт Водянське.

## Нагороди
- Орден Вітчизняної війни I ступеня[7]
- Орден Вітчизняної війни II ступеня
- Медаль "За відвагу"[5]
- Медаль «60 років Збройних Сил СРСР»
- Медаль «40 років перемоги у Великій Вітчизняній війні 1941—1945 рр.»
- Медаль "За перемогу над Німеччиною у Великій Вітчизняній війні 1941-1945 рр."
- Медаль «70 років Збройних Сил СРСР»[8]

## Грамота
Друга світова війна закінчилася повною перемогою радянської зброї. Тепер Ви повертаєтеся до своєї улюбленої сім'ї, мирної творчої праці.
У суворі часи війни Ви разом з військами Ленінградського фронту пройшли великий і важкий шлях, мужньо боролися за Батьківщину, за Ленінград, за свободу і незалежність радянського народу.
Проводжаючи Вас, ми говоримо від щирого серця: спасибі. Вам дорогий товариш, за чесну службу Батьківщині. Ваших бойових заслуг у Великій Вітчизняній війні 1941-1945 років Батьківщина і Ленінград не забудуть ніколи.
Військова Рада округу впевнений, що повернувшись до мирної праці, Ви будете свято берегти і примножувати славні традиції ленінградських воїнів і своєї частини.
Бажаємо Вам, дорогий товаришу, щасливої дороги, радості, в житті і успіху у праці. Будьте і надалі вірним сином своєї улюбленої Вітчизни!
Командир військ Ленінградського військового округу, Маршал Радянського Союзу Говоров, член військового Ради Ленінградського військового округу генерал-лейтенант Багаткін.

## «Для вас і про Вас»
Наш Роскопинский - тихий скромный,
Он - бывший воин и шахтёр.
Да всё ж в труде неугомонный
Хлопочется до этих пор.
Садовник он теперь в посёлке,
Всё потому, что в жизнь влюблён,
Жалеет дерево и ветку
И каждый кустик ценит он
И не куёт себе он счастье,
Не сыплет в дом свой серебро,
А просто, в холод и ненастье
Он людям делает добро.
Так пусть ему легко живётся
Светлы пусть будут его дни!
Добро добром пусть отзовётся
И для него и для семьи.
15.03.86.